# Barometr chemiczny
Barometr chemiczny – szklane naczynie (najczęściej probówka) wypełnione roztworem soli i kamforą, który w zależności od zbliżającej się pogody zmienia wygląd – pojawiają się kryształki, płatki itd. Przyrząd został wynaleziony i rozpowszechniony przez admirała Roberta Fitzroya i został użyty podczas naukowych podróży Karola Darwina na statku HMS Beagle. W XIX w. obowiązkowo znajdował się w każdym porcie i na większości statków, gdyż przewidywanie pogody poprawiło bezpieczeństwo marynarzy.
Odczyty służyły do prognozowania pogody z wyprzedzeniem 12–48 godzin.
Składniki:
- 2,5 g azotanu potasu, KNO
3
- 2,5 g chlorku amonu, NH
4Cl
- 33 ml wody destylowanej
- 40 ml alkoholu etylowego
- 10 g kamfory

Prognozy:
1. Roztwór przejrzysty – piękna pogoda
2. roztwór mętny – pochmurno z możliwymi opadami
3. małe kuleczki w roztworze – mgła
4. szkło zamglone zapowiada burzę z piorunami
5. jeżeli w roztworze unoszą się małe gwiazdki podczas słonecznego zimowego dnia – zapowiada śnieg
6. duże płatki w roztworze oznaczają zachmurzenie w klimacie umiarkowanym lub śnieg zimą
7. kryształki na dnie zapowiadają mróz
8. igiełki i nitki na powierzchni zapowiadają wietrzną pogodę

## Współczesne badania
Jedyną substancją krystalizującą w roztworze jest kamfora, podczas gdy sole wpływają na sposób zarodkowania kryształów. W 1990 r. Y. Nakamoto i M. Hiroi opublikowali wyniki badań wskazujące, że jedynym czynnikiem zewnętrznym wpływającym na krystalizację jest temperatura, natomiast zmiany ciśnienia atmosferycznego, wilgotności, pola elektrycznego lub magnetycznego nie miały znaczenia. W dalszych badaniach ustalono, że wygląd kryształów zależał od historii zmian temperatury w ciągu kilku dni.